# Masters d'Espagne
Le Masters d'Espagne, officiellement Spain Masters, est un tournoi international annuel de badminton organisé depuis 2018 par la Fédération espagnole de badminton (FESBA) et reconnu par la BWF. Il fait partie depuis sa création des tournois professionnels du circuit mondial BWF World Tour où il est classé en catégorie Super 300.

## Villes hôtes
- 2018–2020 : Pavelló de la Vall d'Hebron, Barcelone[1].
- 2021 : Palacio de los Deportes Carolina Marín, Huelva[2].
- 2023- : Centro Deportivo Municipal Gallur, Madrid.

## Palmarès
| Année                    | Simple hommes                                                   | Simple dames                                                    | Double hommes                                                   | Double dames                                                    | Double mixte                                                    |
| ------------------------ | --------------------------------------------------------------- | --------------------------------------------------------------- | --------------------------------------------------------------- | --------------------------------------------------------------- | --------------------------------------------------------------- |
| BWF World Tour Super 300 |                                                                 |                                                                 |                                                                 |                                                                 |                                                                 |
| 2018                     | Rasmus Gemke                                                    | Minatsu Mitani                                                  | Kim Gi-jung Lee Yong-dae                                        | Mayu Matsumoto Wakana Nagahara                                  | Niclas Nøhr Sara Thygesen                                       |
| 2019                     | Viktor Axelsen                                                  | Mia Blichfeldt                                                  | Lee Yang Wang Chi-lin                                           | Kim So-yeong Kong Hee-yong                                      | Seo Seung-jae Chae Yoo-jung                                     |
| 2020                     | Viktor Axelsen                                                  | Pornpawee Chochuwong                                            | Kim Astrup Anders Skaarup Rasmussen                             | Greysia Polii Apriyani Rahayu                                   | Kim Sa-rang Kim Ha-na                                           |
| 2021                     | Toma Junior Popov                                               | Putri Kusuma Wardani                                            | Pramudya Kusumawardana Yeremia Rambitan                         | Yulfira Barkah Febby Valencia Dwijayanti Gani                   | Rinov Rivaldy Pitha Haningtyas Mentari                          |
| 2022                     | Édition annulée en raison de la pandémie de Covid-19 en Espagne | Édition annulée en raison de la pandémie de Covid-19 en Espagne | Édition annulée en raison de la pandémie de Covid-19 en Espagne | Édition annulée en raison de la pandémie de Covid-19 en Espagne | Édition annulée en raison de la pandémie de Covid-19 en Espagne |
| 2023                     | Kenta Nishimoto                                                 | Gregoria Mariska Tunjung                                        | He Jiting Zhou Haodong                                          | Liu Shengshu Tan Ning                                           | Mathias Christiansen Alexandra Bøje                             |
| 2024                     | Loh Kean Yew                                                    | Ratchanok Intanon                                               | Sabar Karyaman Gutama Muhammad Reza Pahlevi Isfahani            | Rin Iwanaga Kie Nakanishi                                       | Rinov Rivaldy Pitha Haningtyas Mentari                          |

## Performances par nations
Dernière mise à jour : après l'édition 2024.
| Rang  | Nation         | SH | SD | DH | DD | MX | Total |
| ----- | -------------- | -- | -- | -- | -- | -- | ----- |
| 1     | Indonésie      | -  | 2  | 2  | 2  | 2  | 8     |
| 2     | Danemark       | 3  | 1  | 1  | -  | 2  | 7     |
| 3     | Corée du Sud   | -  | -  | 1  | 1  | 2  | 4     |
| 3     | Japon          | 1  | 1  | -  | 2  | -  | 4     |
| 5     | Chine          | -  | -  | 1  | 1  | -  | 2     |
| 5     | Thaïlande      | -  | 2  | -  | -  | -  | 2     |
| 7     | France         | 1  | -  | -  | -  | -  | 1     |
| 7     | Taipei chinois | -  | -  | 1  | -  | -  | 1     |
| 7     | Singapour      | 1  | -  | -  | -  | -  | 1     |
| Total | Total          | 6  | 6  | 6  | 6  | 6  | 30    |